# ヌグリ・スンビラン州
ヌグリ・スンビラン州（ヌグリ・スンビランしゅう、ラテン文字: Negeri Sembilan, ジャウィ: نڬري سمبيلن）は、マレーシアの行政区画（州）の一つである。

## 概要
首都クアラルンプールの南側に位置し、一部をマラッカ海峡に面する。
人口はおよそ113万人。
マレー語で「九つの州」という意味。事実、かつてはマレー人の首長が支配する9つの独立した地域によって構成されていた。
中国語では「森美蘭」と記される。
州都はスレンバン（Serenban）。
州の港町であるポート・ディクソン（Port Dickson）はクアラルンプールやシンガポールからの観光地として人気がある。

## 隣接州
- セランゴール州
- パハン州
- ジョホール州
- ムラカ州

## 州政府の地方行政区分
- ジュレブ郡（Daerah Jelebu）
- ジュンポル郡（Daerah Jempol）
- クアラ・ピラァ郡（Daerah Kuala Pilah）
- ポート・ディクソン郡（Daerah Port Dickson）
- ルンバウ郡（Daerah Rembau）
- スレンバン郡（Daerah Seremban）
- タンピン郡（Daerah Tampin）

## 地方自治体
- 市
  - スレンバン市（Majlis Perbandaran Seremban）
  - ニライ市（Majlis Perbandaran Nilai）
  - ポート・ディクソン市（Majlis Perbandaran Port Dickson）
- 町
  - ジュレブ町（Majlis Daerah Jelebu）
  - ジュンポル町（Majlis Daerah Jempol）
  - クアラ・ピラァ町（Majlis Daerah Kuala Pilah）
  - ルンバウ町（Majlis Daerah Rembau）
  - タンピン町（Majlis Daerah Tampin）